# مانوئل ایتورا
مانوئل ایتورا (انگلیسی: Manuel Iturra؛ زادهٔ ۲۳ ژوئن ۱۹۸۴) بازیکن سابق فوتبال اهل شیلی است که در پست هافبک دفاعی بازی می‌کرد و در حال حاضر مربی جوانان باشگاه فوتبال یونیورسیداد شیلی است.
وی همچنین در تیم ملی فوتبال شیلی بازی کرده‌است.